# Bass & Herz
Die Bass & Herz Bank war eine Frankfurter Privatbank und existierte von 1862 bis 1974.

## Geschichte
Die Bank wurde 1862 als Außenhandelsbank in Frankfurt am Main von Jacob Adolph Bass und Max Herz gegründet. Seit 1875 wurde das Bankhaus von Alfred Weinschenk geleitet.
Teilhaber des Bankhauses waren in den 1930er Jahren Hans Weinschenk (geboren 1891; ein Sohn von Alfred Weinschenk) sowie Herbert Ritter von Marx und (bis 1938) Paul Hattensaur.
Weinschenk war jüdischen Glaubens; Marx ursprünglich ebenfalls, er konvertierte aber zum Christentum. Hans Weinschenk zog sich auf Druck der Nazis 1936 aus dem Geschäft zurück und emigrierte. Statt seiner wurde ein „arischer“ Teilhaber, Ferdinand A. Prinz Lobkowitz, als Teilhaber aufgenommen, der aber bereits 1938 wieder ausschied. Nach dem Tod von Paul Hattensaur blieb Herbert Ritter von Marx alleiniger Eigentümer. Im September 1938 wurde die Bank „arisiert“, indem sämtliche Aktiva auf das Bankhaus B. Metzler seel. Sohn & Co. übertragen wurden.
Nach dem Zweiten Weltkrieg gehörte das Bankhaus Hans Ulrich Graf Schaffgotsch.
1974 wurde die Bank insolvent. Ihr Zusammenbruch erfolgte kurz nach der Pleite der Herstatt-Bank.